# モントリオール国際会議場

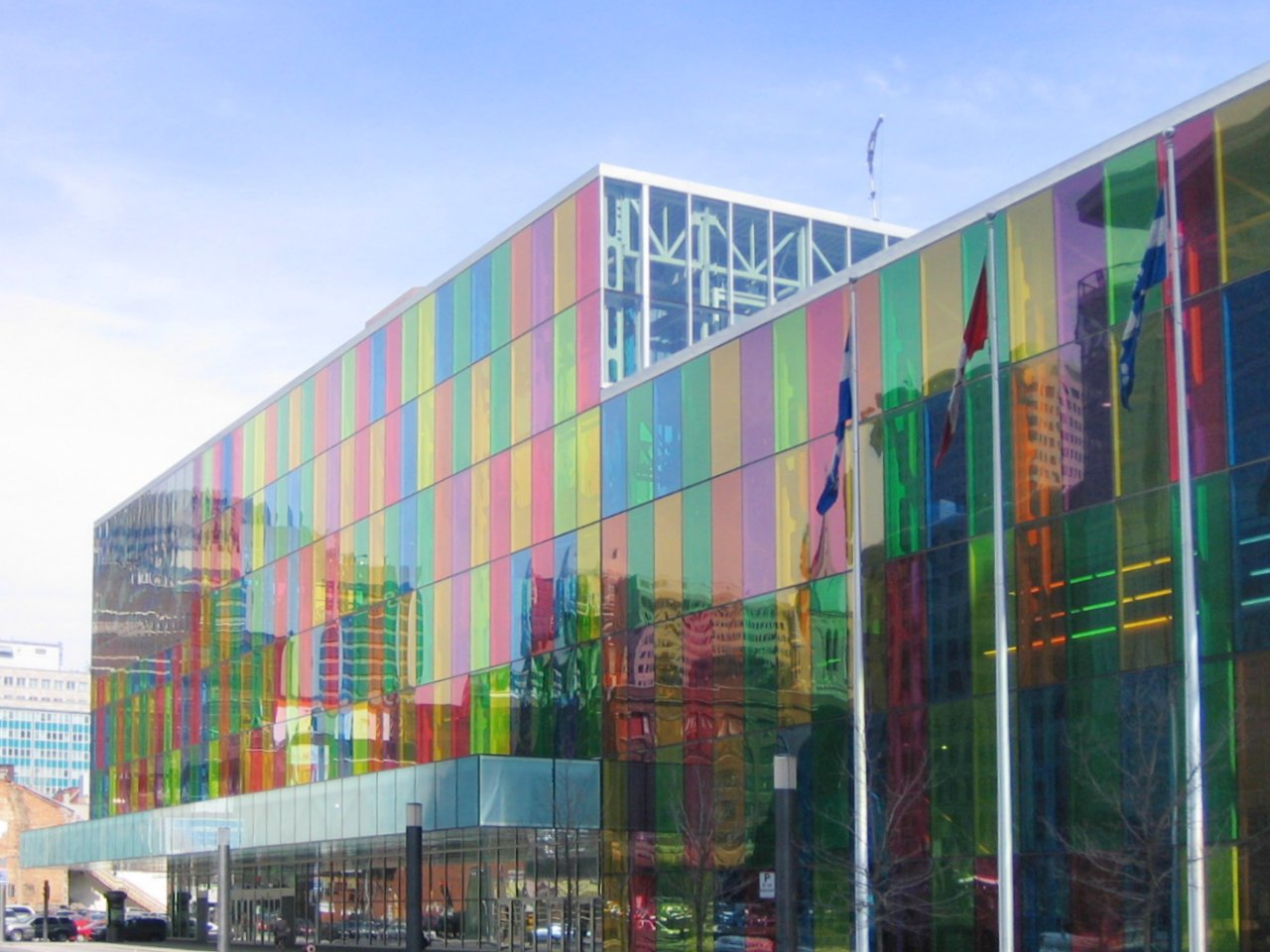
モントリオール国際会議場

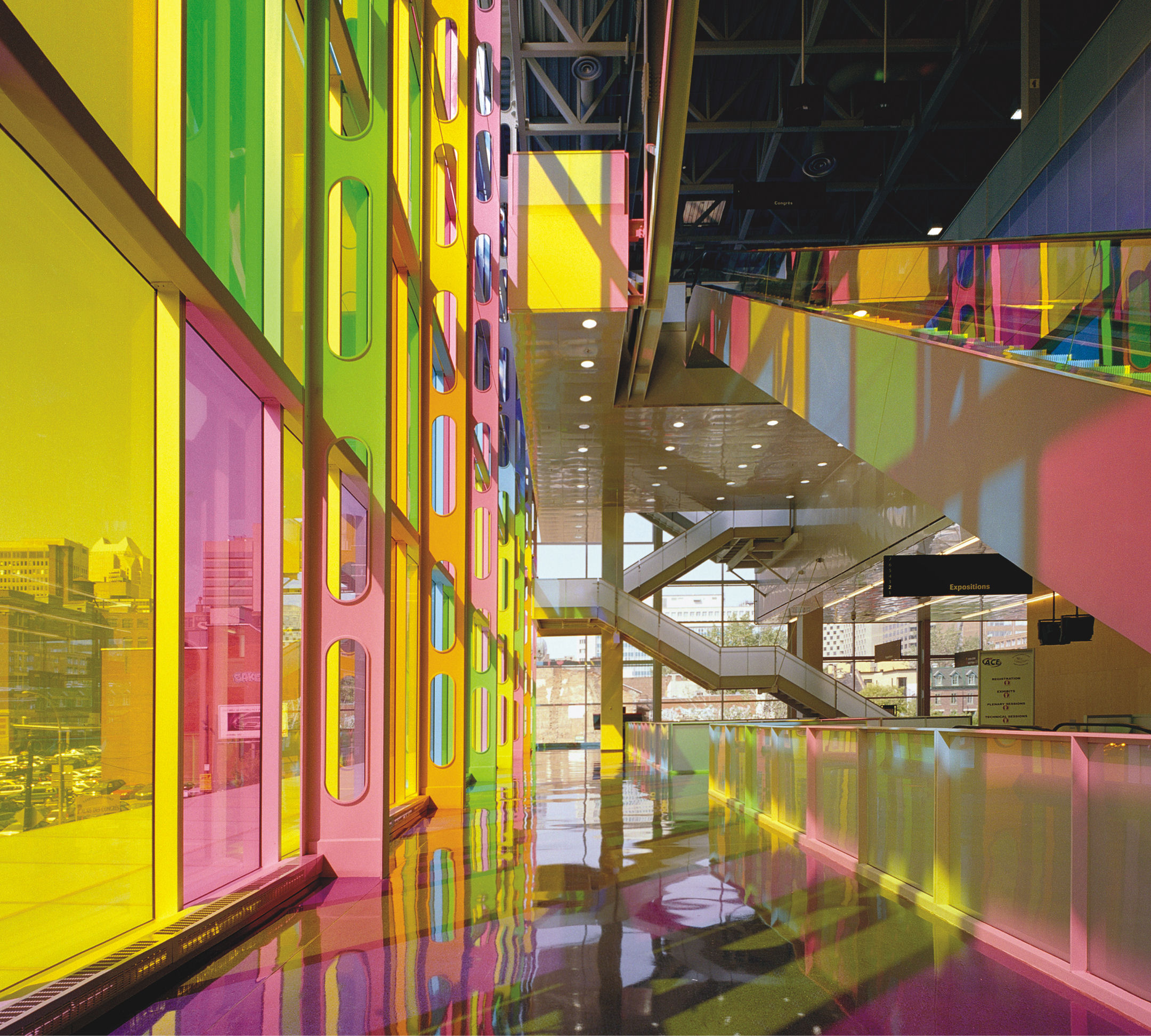
モントリオール国際会議場の内部

モントリオール国際会議場（仏:Palais des congrès de Montréal）は、カナダ・ケベック州モントリオールにある国際会議場である。2005年11月28日 - 12月9日に気候変動枠組条約の第11回締約国会議が行われた場所である。

## 概要
ポーランド出身のビクター・プルスの設計で1983年に建てられた。外観はカラフルなガラスで彩られている。
1990年代末から2002年までケベック州政府が2億9000万カナダドル（当時のレートで約229億1000万円）を投じて広さを2倍にするための拡張工事が行われた。
2002年にここで初めて開催されたモントリオール国際モーターショーやモントリオールコミコンの会場として用いられており、2005年11月28日 - 12月9日に気候変動枠組条約の第11回締約国会議が行われた。

## アクセス
モントリオール地下鉄オレンジラインのアルム広場駅から直結している。

## 付近
- ジャン=ポール=リオペル広場（英語版）